# Societat per l'Humanisme Jueu
La Societat per l'humanisme jueu (en anglès: Society for Humanistic Judaism) fundada en 1969 pel rabí Sherwin Wine, abraça una filosofia centrada en l'ésser humà que combina la celebració de la identitat i la cultura jueva amb l'adhesió als valors i les idees de l'humanisme laïcista.
La Society for Humanistic Judaism és el cos central del judaisme humanista a Amèrica del Nord i organitza noves comunitats, recolza als membres de les mateixes i proveeix una veu als jueus humanistes. La societat reuneix i crea materials educatius que inclouen festivitats i celebracions cícliques jueves. Recolza amb finançament programes de formació i conferències dels seus membres.
HuJews, el grup de joves, ofereix un programa d'activitats per a joves i adults joves, inclosa una reunió anual. També publica un butlletí informatiu mensual i un periòdic bianual.
El seu símbol és la "Humanorah" (barrejant les paraules humà i menorah), alternativa no teista als símbols religiosos com l'estel de David o les taules dels deu manaments. Aquest símbol representa la convergència de les creences humanistes amb la identitat jueva.
La societat té més de 10.000 membres en 30 congregacions als EUA i el Canadà, entre elles les de "Or Emet" (a Minnesota), "The City Congregation for Humanistic Judaism" (a Manhattan) o "Kahal B'raira" (a Boston).